# Comportament associat a la malaltia
El comportament associat a la malaltia són un conjunt de canvis adaptatius en el comportament normal i en el metabolisme d’un individu durant una infecció.
Entre els símptomes més comuns s’inclouen la febre, la fatiga, el malestar general, la pèrdua d’apetit, la hiperalgèsia i la somnolència. És per aquesta raó que anteriorment es pensava que el comportament associat a la malaltia era patològic, quan en realitat aquest conjunt inespecífic de símptomes permet a l’organisme conservar l'energia i centrar els recursos metabòlics en afavorir la recuperació, reparar els teixits i combatre el patogen fins eliminar-lo.

## Avantatges

### Avantatges generals
El comportament associat a la malaltia comporta una reducció de la mobilitat de l’animal, fet que permet una redistribució de l’energia metabòlica cap als processos fisiològics implicats en la resposta febril, com ara l’elevació de la temperatura corporal. Aquesta disminució de l’activitat també redueix el risc d’exposició als depredadors mentre l’animal es troba en un estat de deteriorament cognitiu i físic.

### Avantatges específics
L’anorèxia, un dels símptomes més comuns del comportament associat a la malaltia, limita la ingesta d'aliments i, conseqüentment, redueix la disponibilitat de ferro a l'intestí i la seva absorció intestinal. Atès que el ferro és un element essencial per a la proliferació bacteriana, la seva limitació resulta beneficiosa durant els processos infecciosos.
Paral·lelament, un llindar de percepció del dolor més baix actua com a mecanisme protector, induint a l'animal a allunyar-se d'estímuls potencialment perillosos.

### Hipòtesi d'Eyam

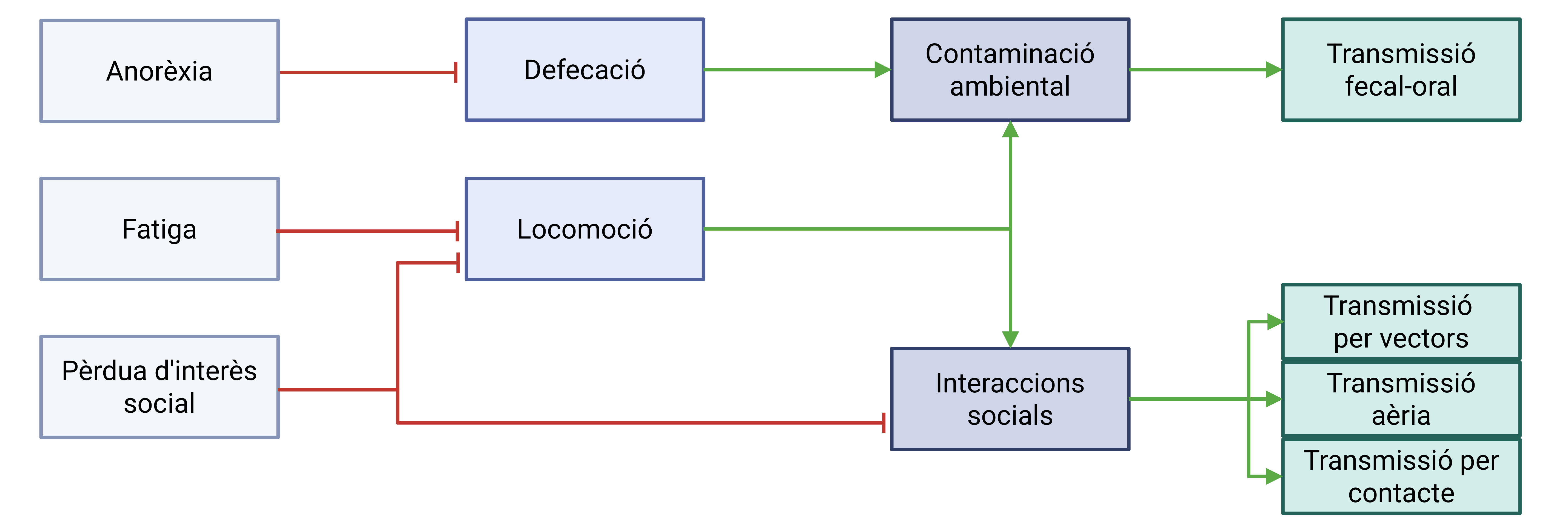
Com els símptomes i els comportaments associats a la malaltia influeixen en la transmissió del patogen.

Segons aquesta hipòtesi, el comportament associat a la malaltia exerceix un paper important en la reducció del contacte directe i indirecte entre individu afectats i el seu entorn, contribuint a la disminució de la propagació dels agents infecciosos. En aquest context, símptomes com l’anorèxia disminueixen la ingesta d’aliments i limiten la defecació, minimitzant la contaminació ambiental i la transmissió fecal-oral. A més, la limitació del moviment provocat per la fatiga i la pèrdua d’interès social redueixen les interaccions socials, restringint també la transmissió entre individus per l’aire, per contacte directe o per vectors.

## Relació amb la resposta immunitària i paper de les citocines
Davant una infecció, el sistema immunitari s’activa per protegir l’organisme. Quan el patogen és reconegut, se secreten diferents molècules d’alarma, com ara els interferons de tipus I, que frenen la replicació vírica i promouen l’activació de cèl·lules del sistema immunitari innat. Aquestes cèl·lules alliberen citocines especialitzades que protegeixen la resta de cèl·lules i activen el sistema immunitari adaptatiu.
El mecanisme que regula aquest comportament associat a la malaltia és iniciat per les citocines. Les citocines pirogèniques, incloent Interleucina-1 beta (IL-1β,), factor de necrosi tumoral (TNF), i Interleucina-6 (IL-6) estimulen les cèl·lules endotelials del cervell per la producció de prostaglandines, majoritàriament prostaglandina E2 (PGE2). Les prostaglandines actuen sobre el receptor EP3 de les neurones, produint un senyal central que provoca l’alliberament de noradrenalina i l’augment de la temperatura corporal, donant lloc a la febre, la qual afavoreix la migració i adhesió dels limfòcits als ganglis limfàtics de drenatge mitjançant la via sensorial tèrmica dels limfòcits T. Les cèl·lules NK mostren una activitat citotòxica augmentada i una major migració als llocs d’inflamació.
Les citocines inflamatòries produïdes poden conduir a la fatiga mitjançant la modificació de les vies metabòliques a través d’un circuit endocrí, iniciat a l’hipotàlem i amplificat per la glàndula pituïtària. Això promou l’alliberament de l’hormona alliberadora de corticotropina (CRH), cortisol i hormones adrenocorticotròpiques (ACTH), alterant l’homeòstasi nutricional en teixits com el fetge, el múscul i el teixit adipós. Altres factors que contribueixen a la fatiga són l'estrès oxidatiu i el deteriorament del metabolisme sistèmic.

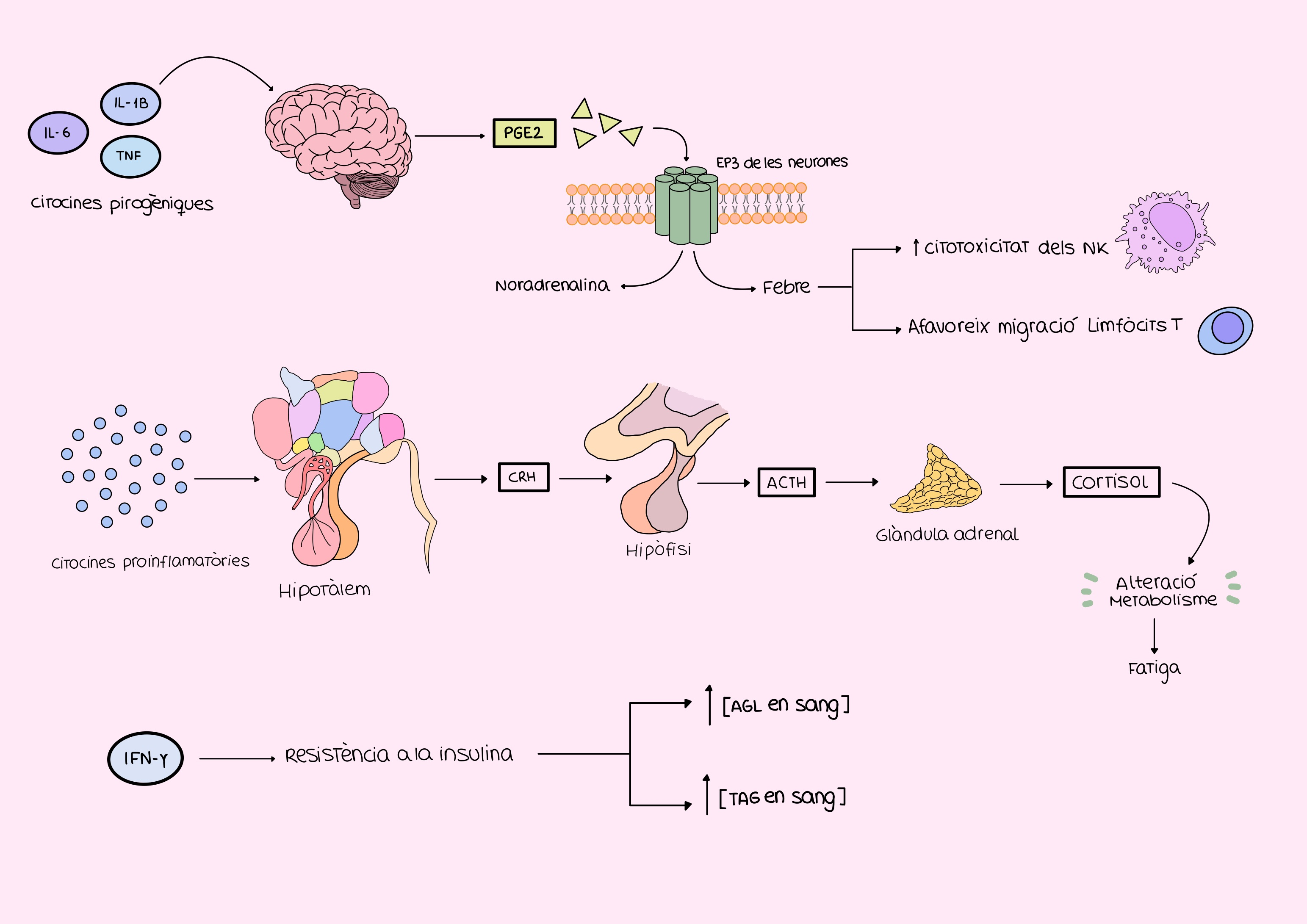
Mecanisme d'acció de les citocines

Els interferons de tipus I poden estimular directament el sistema nerviós central i mediar la fatiga generant efectes neuropsiquiàtrics. A més, citocines com IFN-γ afavoreixen la resistència a la insulina  en molts teixits, inclòs el múscul, reduint així la captació de glucosa i l’activitat anabòlica, amb una conseqüent disminució del rendiment. Aquesta resistència altera els nivells de lípids en sang, augmentant la concentració dels àcids grassos lliures (AGL) i triglicèrids (TAG) en circulació.

## Exemples

### Pèrdua d'apetit com a manifestació del comportament associat a la malaltia
Una manifestació freqüent del comportament associat a la malaltia és l’anorèxia, és a dir, la pèrdua o manca de gana i la posterior pèrdua de pes. Durant una infecció, el sistema immunitari requereix nutrients per obtenir energia i activar-se. Tanmateix, la ingesta d’aliments es redueix.
S’ha demostrat que l’administració sistèmica de citocines com el TNF i la IL-18 indueix l’anorèxia en interactuar directament amb els receptors del sistema nerviós central. Aquesta situació promou l’ús de fonts internes de nutrients en lloc de fonts externes d’energia. Per exemple, els àcids grassos lliures es mobilitzen del teixit adipós i es fan servir com a font d’energia al fetge, la qual cosa pot provocar pèrdua de pes.
Els efectes proanorèxics de les citocines no es limiten al SNC, sinó que també poden actuar directament sobre el teixit adipós, estimulant la producció d’adipocines que redueixen la sensació de gana, com la leptina. En models animals, com els hàmsters, s’ha demostrat que el TNF i la IL-1, produïts com a resposta a l’administració de LPS, incrementen l’expressió de leptina en el teixit adipós i indueixen l’anorèxia. La leptina actúa en el cervell, inhibint la sensació de gana i la lipogènesi, i té un paper important en l’activació i proliferació de les cèl·lules del sistema immunitari com les cèl·lules NK, les cèl·lules T i les cèl·lules dendrítiques. Això suggereix que els beneficis de la leptina van més enllà del control de la ingesta alimentària.
Finalment, la citocina proinflamatòria TNF pot activar directament l’expressió de la lipasa sensible a hormones en els adipòcits. Aquest enzim catalitza la hidròlisi dels triglicèrids, alliberant àcids grassos lliures i glicerol i del teixit adipós. Per aquesta raó, la presència de TNF pot provocar una reducció de la massa del teixit adipós i un augment de les molècules alliberades a la circulació.

### Efectes de la síndrome metabòlica en el comportament associat a la malaltia[1]
Els pacients amb síndrome metabòlica, especialment aquells amb diabetis tipus 2, són més susceptibles a les infeccions i experimenten malalties més llargues i greus. Aquest increment de la vulnerabilitat s’associa a respostes immunitàries deteriorades a causa de factors com el dany microvascular, la inflamació crònica, els desequilibris hormonals i, sobretot, la hiperglucèmia persistent.
Un dels canvis que es produeix durant una infecció és la pèrdua d’apetit, per tal de reduir la ingesta de nutrients i promoure una situació de dejuni, caracteritzada per uns nivells baixos de glucosa. Les persones amb diabetis tipus 2 tenen hiperglucèmia crònica, de manera que no poden disminuir els nivells de glucosa en el cas d’una infecció. La hiperglucèmia interfereix directament amb la funció de les cèl·lules immunitàries, reduint la producció de citocines i la citotoxicitat.
És a dir, la síndrome metabòlica altera els comportaments adaptatius davant la malaltia, com el dejuni provocat per la pèrdua d’apetit, que són essencials per optimitzar la defensa immunitària i limitar els nutrients disponibles per als patògens.